# Keita Ide
Keita Ide (井出 敬大 Ide Keita?), född 18 augusti 2001 i Chiba prefektur, är en japansk fotbollsspelare.
Ide började sin karriär 2020 i Tochigi SC.